# چتر سبز
چتر سبز فیلمی به کارگردانی  و نویسندگی ناصر رفایی ساختهٔ سال ۱۳۹۱ است.

## بازیگران
- علی آقارضا کاشی
- علی غفوری
- مهسا زرین جویی
- حبیب افراسیابی
- عباس کشاورز